# Neversoft
Neversoft var en amerikansk datorspelsutvecklare baserad i Woodland Hills, Los Angeles i Kalifornien. Neversoft grundades 1994 och hade som mest 140 anställda. 1998 inledde företaget ett samarbete med Activision. Året efter köpte Activision upp Neversoft. Neversoft är mest känt för att ha skapat skateboardspelet Tony Hawk och gitarrspelet Guitar Hero.